# Mubadala Investment
Die Mubadala (arabisch شركة مبادلة للتنمية, DMG šarikat mubādala li-t-tanmiya ‚Austauschgesellschaft für das Wachstum‘) ist eine staatliche Aktiengesellschaft mit Hauptsitz in Abu Dhabi, der Hauptstadt der Vereinigten Arabischen Emirate. In der Form eines Staatsfonds konzentriert sie sich auf den Aufbau und die Verwaltung eines umfangreichen und wirtschaftlich breit gefächerten Investitionsportfolios. Die Anlagestrategie von Mubadala basiert hauptsächlich auf langfristigen und kapitalintensiven Investitionen mit starken Renditen.
Mit Gesetz vom 21. Januar 2017 fusionierte Mubadala Development mit International Petroleum Investment Company zur Mubadala Investment Company.

## Verwaltetes Vermögen
Das Unternehmen verwaltet ein Portfolio in Höhe von mehr als 894 Milliarden VAE-Dirham in den Bereichen Energie, Luft- und Raumfahrt, Immobilien, Gesundheitswesen, Hightech, Infrastruktur und Dienstleistungen.

## Organisation
Mubadala ist in die folgenden drei Geschäftsbereiche aufgegliedert:
- The Finances & Corporate Affairs Group
- The Investment Management Group
- The Operations Group

## Beteiligungen (Auswahl)
- 6,9 % von Advanced Micro Devices (AMD)[3]
- 85,71 % von Globalfoundries (2022)[4]
- 20,0 % von SR Technics (2016)[5]
- 24,9 % von OMV[6]
- 100,0 % von Piaggio Aerospace (Piaggio seit 2018 insolvent)[7][8]
- Emirates Global Aluminium

## Ehemalige Beteiligungen
- 25,0 % von Lease Plan (bis 2015)[9]
- 50,0 % von Viceroy Hotel Group (ehemals Kor Hotel Group) – (bis 2023)[10][11]
- 5,0 % von Ferrari (bis 2010)[12][13]

## Weitere Abu Dhabi Staatsfonds
- Aabar Investments
- Abu Dhabi Investment Authority
- Advanced Technology Investment Company (ATIC)

## Mitgliedschaften
Er ist Mitglied im International Forum of Sovereign Wealth Funds (IFSWF) und hat sich damit verbunden auch den Santiago-Prinzipien für angemessenes Handeln und ordentlicher Geschäftstätigkeit verschrieben.